# 千葉県立長狭高等学校
千葉県立長狭高等学校（ちばけんりつ ながさこうとうがっこう）は、千葉県鴨川市横渚にある県立高等学校。

## 概要
全日制および定時制の普通科が置かれている（うち選抜クラス1学級）。全日制では2年次より文系（3学級、うち選抜クラス1学級）、理系（1学級）、医療福祉コースの3コースに分かれる。公立高校としては珍しく、民間病院の亀田総合病院と教育提携をしており、亀田病院の医師や看護師などの職員が出前授業を行ったり、生徒が亀田病院で実地の訓練を行ったりするなど、地域医療に根差した教育に注力している。

## 設置学科
- 普通科（12学級）

## 沿革
- 1922年3月31日 - 安房地域の10町村による組合立中学校として、長狭中学設立認可。
- 1928年4月1日 - 県に移管、県立長狭中学校と改称。
- 1929年2月4日 - 校歌制定。
- 1948年4月1日 - 学制改革により県立長狭高等学校と改称、定時制課程設置認可。
- 1948年7月6日 - 定時制第1学年入学。
- 1959年11月27日 - 講堂兼体育館落成式。
- 1963年12月2日 - 鴨川町横渚100番地で新築舎建築起工式。
- 1964年8月9日 - 全国高等学校剣道大会優勝。
- 1987年8月25日 - PTA活動文部大臣表彰。
- 1989年3月31日 - 3種公認陸上競技場完成。
- 1992年3月25日 - 千葉県文化ホール竣工。
- 1995年1月23日 - 推薦入学制度導入。
- 1997年11月4日 - 千葉県学校教育功労者（団体の部）表彰。
- 1998年8月28日 - 第48回全国高等学校PTA連合大会群馬大会表彰。
- 2012年4月 - 普通科内に「コミュニティースクール」を設置[1]。
- 2014年4月 - 普通科内に「医療・福祉コース」を設置[1]。
- 2022年10月29日 - 創立100周年記念式典挙行[2][3]。

## 校歌
校歌のほか、学生歌、第二学生歌、応援歌などがある。
- 長狭高等学校校歌　作詞：葛原しげる / 作曲：室崎琴月
- 長狭高校学生歌　作詞作曲：松本昭
- 第二学生歌　作詞：川名良雄 / 作曲：須田七郎
- 長狭高校応援歌　作詞：吉野司樹 / 作曲：松本陽

## 年間行事
- 4月 - 入学式、新入生歓迎会、遠足（1年）、実力テスト（2、3年）
- 5月 - 生徒総会、第一学期中間テスト
- 6月 - 蒼風祭（文化祭）
- 7月 - 第一学期期末テスト
- 8月 - 夏休み
- 9月 -体育祭
- 10月- 第二学期中間テスト
- 11月- 修学旅行（2年）、強歩大会（1年）
- 12月- 第二学期期末テスト、芸術鑑賞会
- 1月 - 学年末テスト（3年）
- 2月 - 予餞会
- 3月 - 学年末テスト（1、2年）、卒業式

## 委員会活動
- 生徒会本部
- 生徒評議会
- 蒼風祭実行委員会
- 管理美化委員会
- 風紀交通委員会
- 保健委員会
- 放送委員会
- 図書委員会

## 部活動
運動部
- 剣道部
- サッカー部
- 柔道部
- ソフトテニス部
- ソフトボール部
- 卓球部
- バスケットボール部
- バレーボール部
- 野球部
- 陸上競技部

文化部
- 科学部
- 華道部
- 合唱部
- クッキング部
- 写真部
- 書道部
- 吹奏楽部
- 美術部

## 交通
- 東日本旅客鉄道（JR東日本）安房鴨川駅（内房線・外房線）より徒歩15分

## 著名な出身者
- 佐藤弥斗 - 神奈川県座間市長
- 照川由美子 - 千葉県勝浦市長
- 長谷川孝夫 - 元千葉県鴨川市長
- 石田三示 - 元衆議院議員
- 西川順一 - アナウンサー
- 滝口幸広 - 俳優
- 佐々木久之 - 千葉県鴨川市長
- 本多利夫 - 元千葉県鴨川市長